# Prinzeninsel

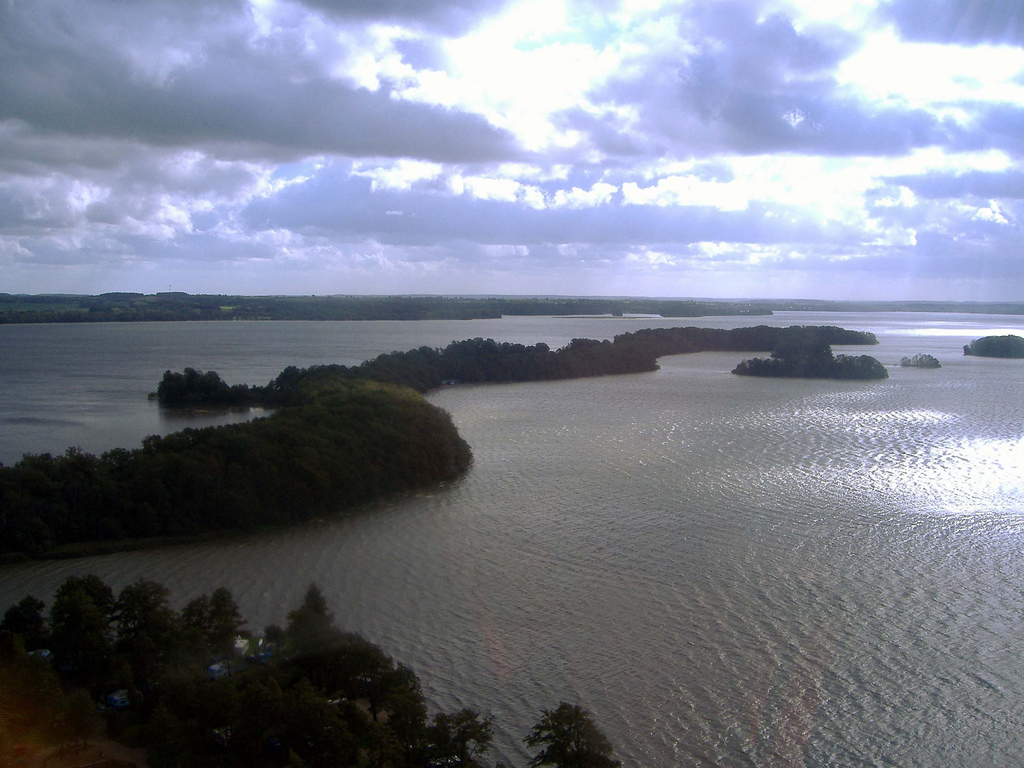
Die Prinzeninsel, Blick Richtung Süden

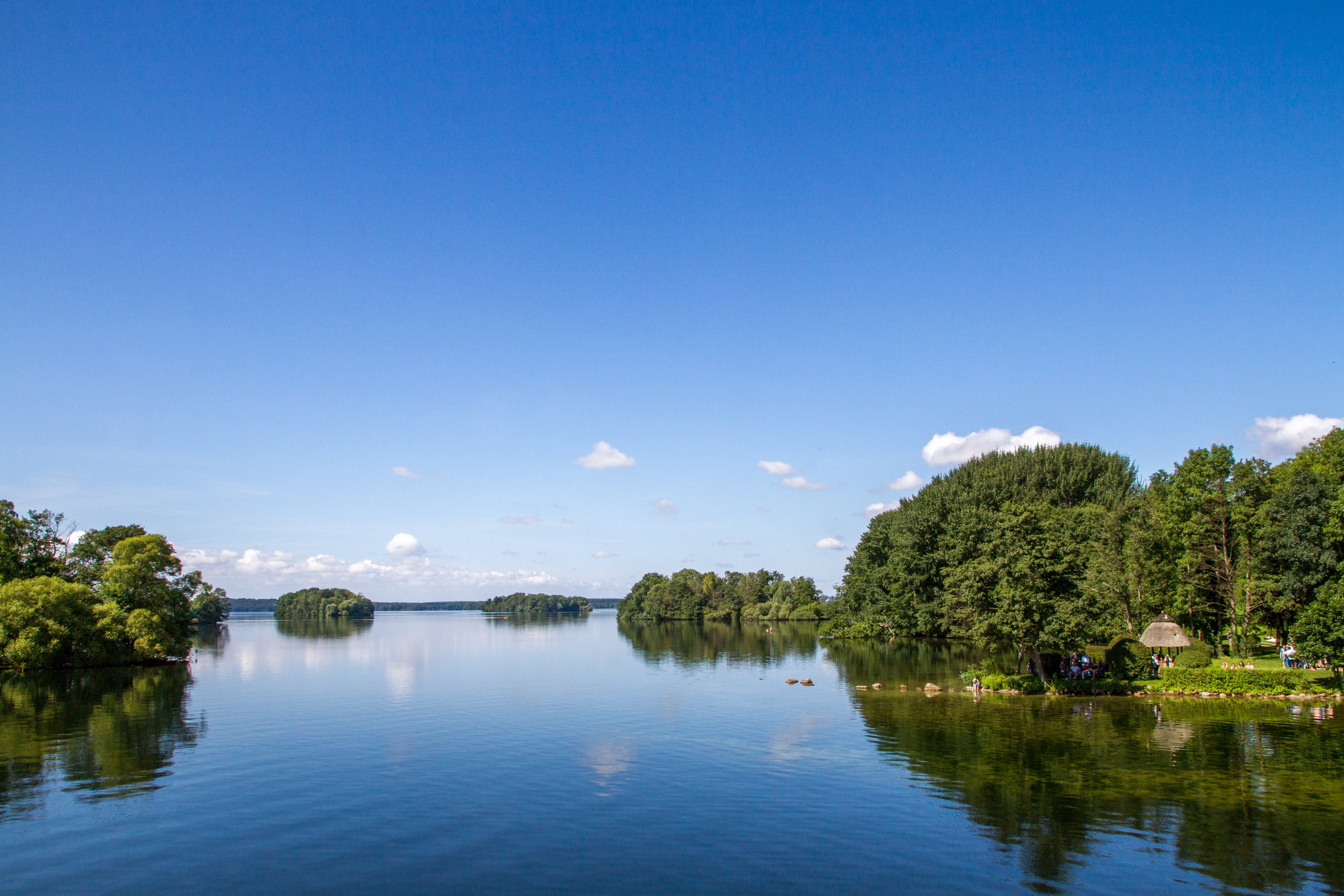
Blick auf die Inseln im Plöner See. Rechts die Südspitze der Prinzeninsel

Die Prinzeninsel ist eine Halbinsel im Großen Plöner See südwestlich der Stadt Plön in Schleswig-Holstein.
Die im 19. Jahrhundert durch künstliche Absenkung des Wasserspiegels zur Halbinsel gewordene Prinzeninsel ist etwa 2 Kilometer lang und stellenweise nur etwa 30 Meter breit. Am südlichen Ende befindet sich das Niedersächsische Bauernhaus aus dem 17. Jahrhundert, das heute als Gastwirtschaft mit Gänse- und Heidschnuckenzucht betrieben wird. Die Prinzeninsel ist überwiegend bewaldet und in einigen Uferbereichen sumpfig. Sie ist für den motorisierten Verkehr gesperrt.
Auf dem ehemaligen Bauernhof erlernten die Söhne des letzten deutschen Kaisers Wilhelm II., der die Insel erworben hatte, landwirtschaftliche Grundkenntnisse, während sie im Prinzenhaus am Festland wohnten. An der Südspitze der Prinzeninsel befand sich der Lieblingsplatz der letzten deutschen Kaiserin, Auguste Viktoria.
In der Nähe des Niedersächsischen Bauernhauses legen die Schiffe der Großen-Plöner-See-Rundfahrt an. Am Bauernhaus befindet sich die Inschrift Nihil melius nihil homine libero dignius agricultura. 1901. („Nichts ist besser, nichts dem freien Menschen würdiger als die Landwirtschaft. 1901.“)
Die Halbinsel verfügt außerdem über ein Freibad, das unter dem Namen Prinzenbad bekannt ist, weil dort die Söhne der Hohenzollern Schwimmen lernten. Es zeichnet sich durch einen feinen Sandstrand auf der Westseite aus, wo der Seegrund nur langsam abfällt, so dass in 30 Metern Entfernung vom Ufer erst eine Wassertiefe von 1,20 Meter erreicht wird. Während hier zwischen 1947 und 1963 auch ein Zeltplatz und Gastronomie in kleinstem Rahmen betrieben wurde, sind Badegäste heute meist unter sich. In den modernen Gebäuden, welche die früheren ersetzt haben, ist unter anderem die Wachstation der Deutschen Lebens-Rettungs-Gesellschaft Plön untergebracht. Die Insel befindet sich heute im Privatbesitz von Georg Friedrich Prinz von Preußen.

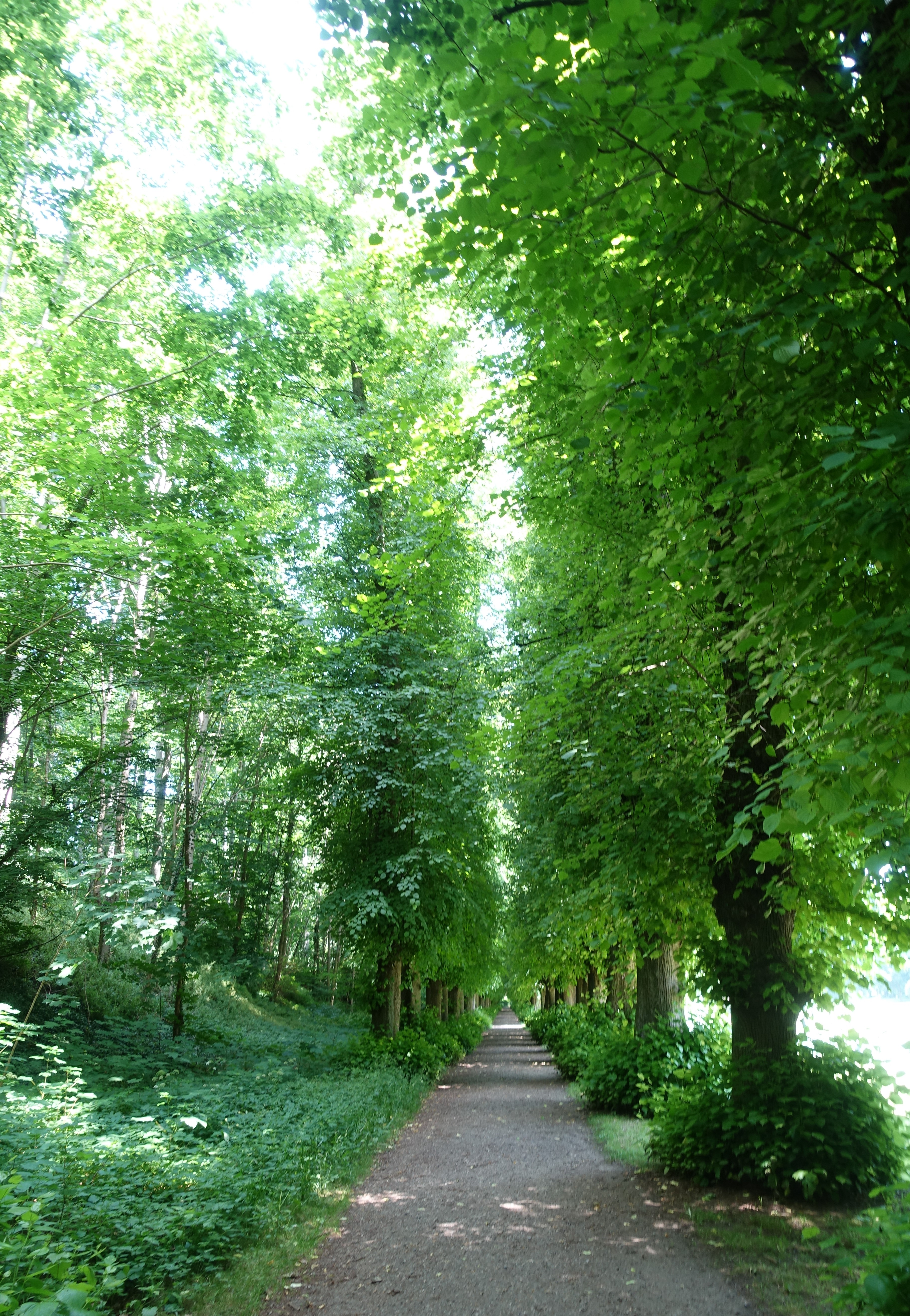
Lindenallee auf der Prinzeninsel